# Eupachygaster alexanderi
Eupachygaster alexanderi är en tvåvingeart som först beskrevs av Brethes 1922.  Eupachygaster alexanderi ingår i släktet Eupachygaster och familjen vapenflugor. Inga underarter finns listade i Catalogue of Life.